# Церква Введення в храм Пресвятої Богородиці (Калагарівка)
Церква Введення в храм Пресвятої Богородиці в Калагарівці — парафія і храм православної громади Гусятинського деканату Тернопільсько-Бучацької єпархії Православної церкви України в селі Калагарівці Гримайлівської громади Чортківського району Тернопільської области.

## Історія церкви
Мурована церква була побудована в 1913 році замість старішої дерев'яної церкви,  яка зведена 1727 року.
Кількість вірян: 1832 — 331 на парафії, 714 разом; 1844 — 587, 916; 1854 — 516, 853; 1864 — 575, 951; 1874 — 579, 956; 1884 — 654, 1.060; 1894 — 736, 1.199; 1904 — 803, 1.325; 1914 — 906, 1.474; 1924 — 866, ?; 1936 — 762.

## Парохи
- о. Пантал Райтаровський ([1832]—1848+)[1]
- о. Теодор Мойсейович (1848—1859+)[1]
- о. Юліян Ганкевич (1859—1860)[1]
- о. Омелян Ганкевич (1859—1862, адміністратор)[1]
- о. Лука Ляхович (1862—1893+)[1]
- о. Тома Бородайкевич (1893—1895, адміністратор)[1]
- о. Корнилій Монцибович (1895—1929+)[1]
- о. Василь Грицай (1930—1932, адміністратор)[1]
- о. Роман Госовський (1932—1933, адміністратор)[1]
- о. Іван Пацовський (1933—[1944])[1]
- о. Олег Скібньовський — нині[2].